# Beşiktaş Jimnastik Kulübü 2024-2025
Questa voce raccoglie le informazioni riguardanti il Beşiktaş Jimnastik Kulübü nelle competizioni ufficiali della stagione 2024-2025.

## Maglie e sponsor
Per la stagione 2024-2025, lo sponsor tecnico è Adidas, mentre il main sponsor sulle maglie è Rain.
|  | Manica sinistra · Manica sinistra · Maglietta · Maglietta · Manica destra · Pantaloncini · Calzettoni | Manica sinistra · Manica sinistra · Maglietta · Maglietta · Manica destra · Manica destra · Pantaloncini · Pantaloncini · Calzettoni | Manica sinistra · Manica sinistra · Maglietta · Maglietta · Manica destra · Manica destra · Pantaloncini · Pantaloncini · Calzettoni |

## Rosa
| N. |                                 | Ruolo | Calciatore              |
| -- | ------------------------------- | ----- | ----------------------- |
| 2  | Norvegia (bandiera)             | D     | Jonas Svensson          |
| 3  | Brasile (bandiera)              | D     | Gabriel Paulista        |
| 4  | Turchia (bandiera)              | D     | Onur Bulut              |
| 5  | Turchia (bandiera)              | D     | Tayyib Sanuç            |
| 6  | Bosnia ed Erzegovina (bandiera) | C     | Amir Hadžiahmetović     |
| 7  | Kosovo (bandiera)               | A     | Milot Rashica           |
| 8  | Turchia (bandiera)              | C     | Salih Uçan              |
| 9  | Turchia (bandiera)              | A     | Semih Kılıçsoy          |
| 10 | Ecuador (bandiera)              | A     | Keny Arroyo             |
| 14 | Germania (bandiera)             | D     | Felix Uduokhai          |
| 15 | Inghilterra (bandiera)          | A     | Alex Oxlade-Chamberlain |
| 17 | Italia (bandiera)               | A     | Ciro Immobile           |
| 18 | Portogallo (bandiera)           | C     | João Mário              |
| 19 | Turchia (bandiera)              | A     | Yakup Arda Kılıç        |
| 20 | Turchia (bandiera)              | C     | Necip Uysal ()          |
| 22 | Kazakistan (bandiera)           | C     | Bakhtiyor Zaynutdinov   |
| 23 | Albania (bandiera)              | C     | Ernest Muçi             |
| 26 | RD del Congo (bandiera)         | D     | Arthur Masuaku          |

| N. |                         | Ruolo | Calciatore        |
| -- | ----------------------- | ----- | ----------------- |
| 27 | Portogallo (bandiera)   | A     | Rafa              |
| 30 | Turchia (bandiera)      | P     | Ersin Destanoğlu  |
| 34 | Turchia (bandiera)      | P     | Mert Günok        |
| 44 | Turchia (bandiera)      | C     | Fahri Kerem Ay    |
| 53 | Turchia (bandiera)      | D     | Emirhan Topçu     |
| 77 | Colombia (bandiera)     | C     | Élan Ricardo      |
| 79 | Turchia (bandiera)      | D     | Emrecan Terzi     |
| 83 | Portogallo (bandiera)   | C     | Gedson Fernandes  |
| 91 | Turchia (bandiera)      | A     | Mustafa Hekimoğlu |
| 93 | Turchia (bandiera)      | D     | Arda Özüarap      |
| 94 | Turchia (bandiera)      | P     | Göktuğ Baytekin   |
| 96 | Turchia (bandiera)      | P     | Emir Yaşar        |
| 6  | Libia (bandiera)        | A     | Al-Musrati        |
| 10 | Camerun (bandiera)      | A     | Vincent Aboubakar |
| 40 | RD del Congo (bandiera) | A     | Jackson Muleka    |
| 71 | Camerun (bandiera)      | C     | Jean Onana        |
| 73 | Italia (bandiera)       | C     | Cher Ndour        |
| 77 | Austria (bandiera)      | A     | Can Keles         |

## Trasferimenti

### Sessione estiva
| Acquisti         | Acquisti            | Acquisti            | Acquisti                                                            |
| R.               | Nome                | da                  | Modalità                                                            |
| ---------------- | ------------------- | ------------------- | ------------------------------------------------------------------- |
| D                | Emirhan Topçu       | Çaykur Rizespor     | definitivo (3,4 milioni €)                                          |
| D                | Omar Colley         | PAOK                | gratuito                                                            |
| A                | Can Keles           | Fatih Karagümrük    | definitivo (2,75 milioni €)                                         |
| D                | Felix Uduokhai      | Augusta             | prestito oneroso con obbligo di riscatto (500 mila € + 7 milioni €) |
| A                | Rafa                |                     | definitivo (svincolato)                                             |
| D                | Gabriel Paulista    |                     | definitivo (svincolato)                                             |
| C                | João Mário          | Benfica             | prestito con opzione d'acquisto                                     |
| A                | Ciro Immobile       | Lazio               | definitivo (3 milioni€)                                             |
| C                | Cher Ndour          | Paris Saint-Germain | prestito                                                            |
| D                | Valentin Rosier     | Nizza               | rientro prestito                                                    |
| C                | Jean Onana          | Olympique Marsiglia | rientro prestito                                                    |
| A                | Oğuzhan Akgün       | Sarıyer             | rientro prestito                                                    |
| D                | Emrecan Uzunhan     | Antalyaspor         | rientro prestito                                                    |
| Altre operazioni |                     |                     |                                                                     |
| R.               | Nome                | da                  | Modalità                                                            |
| C                | Al-Musrati          | Braga               | esercizio diritto di riscatto (11 milioni €)                        |
| D                | Arda Özüarap        |                     | aggregato dale giovanili                                            |
| D                | Javi Montero        | Arouca              | rientro prestito                                                    |
| C                | Kerem Atakan Kesgin | Sivasspor           | rientro prestito                                                    |
| A                | Ajdin Hasić         | Sarajevo            | rientro prestito                                                    |
| A                | Emrecan Bulut       | Ümraniyespor        | rientro prestito                                                    |
| C                | Abdullah Aydın      | Esenler Erokspor    | rientro prestito                                                    |
| D                | Erdoğan Kaya        | Beyoğlu Yeni Çarşı  | rientro prestito                                                    |
| D                | Ahmet Gülay         | Alanya Kestelspor   | rientro prestito                                                    |
| D                | Bilal Ceylan        | Karşıyaka           | rientro prestito                                                    |
| C                | Halil Çiçek         | Silivrispor         | rientro prestito                                                    |
| D                | Badra Cisse         | CSU Alba Iulia      | rientro prestito                                                    |
| C                | Necati Bilgiç       | Adana 01            | rientro prestito                                                    |
| D                | Burak Yıldız        | Ergene Velimeşe     | rientro prestito                                                    |

| Cessioni         | Cessioni            | Cessioni                | Cessioni                                                            |
| R.               | Nome                | a                       | Modalità                                                            |
| ---------------- | ------------------- | ----------------------- | ------------------------------------------------------------------- |
| A                | Jackson Muleka      | Al-Kholood              | prestito oneroso con diritto di riscatto (500 mila € + 3 milioni €) |
| D                | Valentin Rosier     |                         | definitiva (svincolato)                                             |
| D                | Omar Colley         |                         | definitiva (svincolato)                                             |
| A                | Ante Rebić          |                         | definitiva (svincolato)                                             |
| A                | Cenk Tosun          |                         | definitiva (svincolato)                                             |
| D                | Umut Meraş          |                         | definitiva (svincolato)                                             |
| A                | Oğuzhan Akgün       |                         | definitiva (svincolato)                                             |
| A                | Emrecan Bulut       | Çaykur Rizespor         | prestito                                                            |
| C                | Amir Hadžiahmetović | Çaykur Rizespor         | prestito                                                            |
| D                | Tayfur Bingöl       | Eyüpspor                | prestito                                                            |
| D                | Emrecan Uzunhan     | Antalyaspor             | prestito                                                            |
| D                | Daniel Amartey      |                         | definitiva (svincolato)                                             |
| A                | Jackson Muleka      | Al-Kholood              | prestito                                                            |
| A                | Rachid Ghezzal      |                         | definitiva (svincolato)                                             |
| C                | Al-Musrati          | Braga                   | fine prestito                                                       |
| D                | Joe Worrall         | Nottingham Forest       | fine prestito                                                       |
| Altre operazioni |                     |                         |                                                                     |
| R.               | Nome                | da                      | Modalità                                                            |
| D                | Javi Montero        |                         | definitiva (svincolato)                                             |
| A                | Ajdin Hasić         |                         | definitiva (svincolato)                                             |
| D                | Erdoğan Kaya        |                         | definitiva (svincolato)                                             |
| D                | Ahmet Gülay         |                         | definitiva (svincolato)                                             |
| C                | Halil Çiçek         | Niğde                   | definitiva (?)                                                      |
| D                | Badra Cisse         |                         | definitiva (svincolato)                                             |
| D                | Bilal Ceylan        | Serik                   | definitiva (?)                                                      |
| C                | Necati Bilgiç       | Kastamonuspor           | definitiva (?)                                                      |
| C                | Ege Tiknaz          | Rio Ave                 | prestito                                                            |
| C                | Kerem Atakan Kesgin | Bandırmaspor            | prestito                                                            |
| C                | Abdullah Aydın      | Erbaaspor               | prestito                                                            |
| A                | Azad Demir          | Batman Petrolspor       | prestito                                                            |
| D                | Aytuğ Kömeç         | Isparta 32              | definitiva (?)                                                      |
| C                | Abdülmecid Dönmez   | Arnavutköy Belediyespor | prestito                                                            |
| C                | Gökhan Inler        |                         | ritiro                                                              |
| P                | Utku Yuvakuran      |                         | definitiva (svincolato)                                             |
| D                | Burak Yıldız        |                         | definitiva (svincolato)                                             |

### Sessione invernale
| Acquisti         | Acquisti            | Acquisti                | Acquisti                    |
| R.               | Nome                | da                      | Modalità                    |
| ---------------- | ------------------- | ----------------------- | --------------------------- |
| A                | Keny Arroyo         | Independiente del Valle | definitiva (5,67 milioni €) |
| C                | Élan Ricardo        | La Equidad              | definitiva (1,94 milioni €) |
| C                | Amir Hadžiahmetović | Çaykur Rizespor         | interruzione prestito       |
| Altre operazioni |                     |                         |                             |
| R.               | Nome                | da                      | Modalità                    |
| C                | Abdullah Aydın      | Erbaaspor               | interruzione prestito       |
| A                | Azad Demir          | Batman Petrolspor       | interruzione prestito       |
| C                | Abdülmecid Dönmez   | Arnavutköy Belediyespor | interruzione prestito       |

| Cessioni         | Cessioni          | Cessioni            | Cessioni                       |
| R.               | Nome              | a                   | Modalità                       |
| ---------------- | ----------------- | ------------------- | ------------------------------ |
| C                | Al-Musrati        | Monaco              | prestito oneroso (1 milione €) |
| C                | Jean Onana        | Genoa               | prestito                       |
| A                | Can Keles         | Kasımpaşa           | prestito                       |
| C                | Cher Ndour        | Paris Saint-Germain | interruzione prestito          |
| Altre operazioni |                   |                     |                                |
| R.               | Nome              | da                  | Modalità                       |
| C                | Abdullah Aydın    |                     | svincolato                     |
| C                | Abdülmecid Dönmez |                     | svincolato                     |
| A                | Azad Demir        | Zonguldakspor       | prestito                       |

## Risultati

### Süper Lig
| Arbitro: | Şansalan |

|  |           |                               |
|  | Marcatori | 31’ Rafa 36’ Gabriel Paulista |

| Arbitro: | Türkmen |

|                                               |           |                        |
| Immobile 13’ Immobile 23’ Rafa 56’ Muçi 90+5’ | Marcatori | 1’ Samudio 56’ Samudio |

| 3ª giornata |  | – Riposo |  |  |

| Arbitro: | Tonusluoğlu |

|                                   |           |  |
| Immobile 27’ (rig.) Fernandes 89’ | Marcatori |  |

| Arbitro: | Şansalan |

|             |           |               |
| Yokuşlu 17’ | Marcatori | 39’ Fernandes |

| Arbitro: | Küçük |

|                                   |           |                   |
| Rashica 20’ Immobile 90+3’ (rig.) | Marcatori | 64’ (rig.) Akbaba |

| Arbitro: | Karaoğlan |

|  |           |                                                  |
|  | Marcatori | 56’ Fernandes 78’ (rig.) Immobile 90+1’ Immobile |

| Arbitro: | Metoğlu |

|             |           |                     |
| Maxim 90+5’ | Marcatori | 31’ (rig.) Immobile |

| Arbitro: | Sağlam |

|                                |           |  |
| Immobile 28’ (rig.) Rafa 45+2’ | Marcatori |  |

| Arbitro: | Kardeşler |

|                         |           |            |
| Sánchez 13’ Osimhen 67’ | Marcatori | 90+4’ Muçi |

| Arbitro: | Küçük |

|            |           |                                     |
| Muçi 45+3’ | Marcatori | 54’ Cláudio Winck 70’ Kara 88’ Fall |

| Istanbul 10 novembre 2024, ore 19:00 TRT 12ª giornata | İstanbul Başakşehir | 0 – 0 referto | Beşiktaş | Başakşehir Fatih Terim Stadyumu (4 799 spett.)\| Arbitro: \| Doman \| |
| Arbitro:                                              | Doman               |               |          |                                                                       |

| Arbitro: | Akarsu |

|                              |           |                                                    |
| Kılıçsoy 3’ Bokele 9’ (aut.) | Marcatori | 12’ Bokele 32’ Altıkardeş 82’ Fofana 90+1’ Tijanić |

| Arbitro: | Sağlam |

|            |           |              |
| Sağlam 29’ | Marcatori | 41’ Immobile |

| Arbitro: | Türkmen |

|                        |           |  |
| Oxlade-Chamberlain 73’ | Marcatori |  |

| Arbitro: | Çakır |

|                          |           |                |
| Barası 31’ Aýımbetov 39’ | Marcatori | 72’ Al Musrati |

| Arbitro: | Aydın |

|         |           |         |
| Rafa 7’ | Marcatori | 5’ Lima |

| Arbitro: | Ergün |

|                      |           |            |
| Fernandes 38’ (aut.) | Marcatori | 45+3’ Muçi |

| Arbitro: | Türkmen |

|                        |           |              |
| Ndour 32’ Immobile 40’ | Marcatori | 90+4’ Pușcaș |

| Istanbul 18 gennaio 2025, ore 19:00 TRT 20ª giornata | Beşiktaş | 0 – 0 referto | Samsunspor | Tüpraş Stadyumu (29 303 spett.)\| Arbitro: \| Sağlam \| |
| Arbitro:                                             | Sağlam   |               |            |                                                         |

| Arbitro: | Çakır |

|           |           |          |
| Rakip 85’ | Marcatori | 79’ Rafa |

| Arbitro: | Şansalan |

|  |           |                                   |
|  | Marcatori | 43’ Topçu 90+4’ (rig.) João Mário |

| Arbitro: | Aydın |

|                             |           |           |
| Rafa 53’ Batahov 65’ (aut.) | Marcatori | 17’ Banza |

| Arbitro: | Metoğlu |

|           |           |                                     |
| Bingöl 1’ | Marcatori | 18’ Rafa 45+2’ Rashica 60’ Kılıçsoy |

| Arbitro: | Meler |

|                                      |           |  |
| João Mário 45’ Kılıçsoy 90+7’ (rig.) | Marcatori |  |

| Arbitro: | Küçük |

|                     |           |                         |
| Immobile 31’ (rig.) | Marcatori | 61’ Kızıldağ 87’ Soyalp |

| Arbitro: | Şansalan |

|             |           |  |
| Yazğılı 45’ | Marcatori |  |

| Arbitro: | Kol |

|                        |           |              |
| Rafa 23’ Fernandes 66’ | Marcatori | 45’ Torreira |

| Arbitro: | Sağlam |

|                |           |                      |
| Ben Ouanes 14’ | Marcatori | 90’ (rig.) Fernandes |

| Arbitro: | Aydın |

|  |           |                   |
|  | Marcatori | 62’ Sarı 76’ Sarı |

| Arbitro: | Ergün |

|             |           |          |
| Köybaşı 46’ | Marcatori | 10’ Rafa |

| Arbitro: | Kayatepe |

|                                                                          |           |            |
| Immobile 36’ (rig.) Immobile 52’ (rig.) Rafa 53’ Immobile 59’ Arroyo 78’ | Marcatori | 20’ Parmak |

| Arbitro: | Kol |

|  |           |               |
|  | Marcatori | 44’ Fernandes |

| Arbitro: | Altay |

|                                                  |           |                |
| Rafa 29’ Rashica 44’ Immobile 62’ João Mário 83’ | Marcatori | 45+8’ Kurtulan |

| Arbitro: | Türkmen |

|           |           |          |
| Hwang 40’ | Marcatori | 71’ Rafa |

| Arbitro: | Meler |

|                |           |                        |
| João Mário 64’ | Marcatori | 61’ Akaydin 90+1’ Sowe |

| Arbitro: | Aydın |

|  |           |                                                                   |
|  | Marcatori | 12’ Hekimoğlu 27’ Fernandes 45+1’ Hekimoğlu 71’ (rig.) João Mário |

Il Beşiktaş ha concluso il campionato al 4° posto con 62 punti (17 vittorie, 11 pareggi e 8 sconfitte in 38 partite), ottenendo la qualificazione in Europa League.

### Türkiye Kupası
Essendosi qualificata nella stagione precedente ad una delle competizioni europee, il Beşiktaş ha cominciato la sua partecipazione alla Türkiye Kupası a partire dalla fase a gironi.

#### Fase a gironi
Dal sorteggio dei gironi, effettuato il 20 dicembre 2024, il Beşiktaş è stato inserito nel Gruppo D, insieme ad Antalyaspor, Bodrum, Kırklarelispor, Kocaelispor e Sivasspor.

##### Risultati (Gruppo D)
| Arbitro: | Meler |

|  |           |          |
|  | Marcatori | 20’ Rafa |

| Arbitro: | Ergün |

|                         |           |  |
| Muçi 62’ João Mário 79’ | Marcatori |  |

| Arbitro: | Arslan |

|               |           |                     |
| Milošević 64’ | Marcatori | 10’ Arroyo 76’ Rafa |

Classificandosi al 1º posto del Gruppo D, il Beşiktaş si è qualificato ai quarti di finale di Türkiye Kupası.

##### Quarti di finale
Il sorteggio dei quarti di finale si è tenuto il 6 febbraio 2025, dal quale il Beşiktaş è stato accoppiato al Göztepe.
| Arbitro: | Karaoğlan |

|          |           |                                         |
| Muçi 30’ | Marcatori | 38’ Rômulo 79’ (rig.) Rômulo 81’ Rômulo |

Con il risultato a favore di 3-1 per il Göztepe, il Beşiktaş è stato eliminato ai quarti di finale di Türkiye Kupası.

### Europa League
Il Beşiktaş ha cominciato la sua partecipazione in Europa League dagli spareggi.

#### Qualificazioni

##### Spareggi
Dal sorteggio del 5 agosto 2024, il Beşiktaş è stato accoppiato al Lugano.

###### Risultati
| Arbitro: | Krogh |

|                                                     |           |                                               |
| Bislimi 34’ Steffen 57’ Gabriel Paulista 64’ (aut.) | Marcatori | 21’ Fernandes 52’ Fernandes 55’ Ali Elmusrati |

| Arbitro: | Petrescu |

|                                                            |           |           |
| Immobile 7’ Fernandes 65’ Rafa 70’ Immobile 71’ Uçan 90+2’ | Marcatori | 59’ Vladi |

Con il punteggio aggregato di 8-4 in suo favore, il Beşiktaş ha eliminato il Lugano e si è qualificato alla fase campionato di Europa League.

#### Fase campionato
Dal sorteggio, effettuato il 30 agosto 2024 a Monaco, il Beşiktaş affronta nella fase campionato l'Eintracht Francoforte (Germania), l'Ajax (Olanda), il Maccabi Tel Aviv (Israele), l'Olympique Lione (Francia), il Malmö (Svezia), il Bodø/Glimt (Norvegia), l'Athletic Bilbao (Spagna) e il Twente (Olanda).

##### Risultati
| Arbitro: | Brooks |

|                                             |           |  |
| Fitz-Jim 31’ Godts 51’ Taylor 55’ Godts 73’ | Marcatori |  |

| Arbitro: | Beaton |

|               |           |                                                |
| Masuaku 90+3’ | Marcatori | 19’ (rig.) Marmoush 22’ Dina Ebimbe 82’ Knauff |

| Arbitro: | Osmers |

|  |           |               |
|  | Marcatori | 71’ Fernandes |

| Arbitro: | Jablonski |

|                       |           |             |
| Muçi 76’ Kılıçsoy 85’ | Marcatori | 90+3’ Rieks |

| Arbitro: | Sozza |

|          |           |                                                 |
| Rafa 38’ | Marcatori | 23’ Kanichowsky 45+3’ Peretz 80’ Weslley Patati |

| Arbitro: | Glova |

|                               |           |               |
| Zinckernagel 37’ Bjørtuft 43’ | Marcatori | 21’ Fernandes |

| Arbitro: | Weinberger |

|                                                          |           |           |
| Rashica 17’ Rashica 60’ Rafa 77’ João Mário 90+2’ (rig.) | Marcatori | 45’ Gómez |

| Arbitro: | Marciniak |

|          |           |  |
| Rots 76’ | Marcatori |  |

Classificandosi al 28º posto nella classifica della fase campionato, il Beşiktaş è stato eliminato dalla Europa League.

### Türkiye Süper Kupası
Avendo vinto la precedente edizione della Türkiye Kupası, il Beşiktaş affronterà il Galatasaray (vincitore della precedente edizione del campionato turco in finale unica per assegnare la Supercoppa di Turchia.

#### Finale
| Arbitro: | Karaoğlan |

|  |           |                                                                                  |
|  | Marcatori | 1’ Immobile 53’ J. Svensson 81’ (rig.) Immobile 90+1’ Rafa Silva 90+2’ Hekimoğlu |

Con la netta vittoria per 5-0 in suo favore, il Beşiktaş ha battuto il Galatasaray è ha vinto per la 10ª volta nella sua storia Türkiye Süper Kupası.

## Statistiche

### Statistiche di squadra
| Competizione         | Punti | In casa | In casa | In casa | In casa | In casa | In casa | In trasferta | In trasferta | In trasferta | In trasferta | In trasferta | In trasferta | Campo neutro | Campo neutro | Campo neutro | Campo neutro | Campo neutro | Campo neutro | Totale | Totale | Totale | Totale | Totale | Totale | DR  |
| Competizione         | Punti | G       | V       | N       | P       | Gf      | Gs      | G            | V            | N            | P            | Gf           | Gs           | G            | V            | N            | P            | Gf           | Gs           | G      | V      | N      | P      | Gf     | Gs     | DR  |
| -------------------- | ----- | ------- | ------- | ------- | ------- | ------- | ------- | ------------ | ------------ | ------------ | ------------ | ------------ | ------------ | ------------ | ------------ | ------------ | ------------ | ------------ | ------------ | ------ | ------ | ------ | ------ | ------ | ------ | --- |
| Süper Lig            | 62    | 18      | 11      | 2       | 5       | 34      | 22      | 18           | 6            | 9            | 3            | 25           | 14           | 0            | 0            | 0            | 0            | 0            | 0            | 36     | 17     | 11     | 8      | 59     | 36     | +26 |
| Türkiye Kupası       | 9     | 2       | 1       | 0       | 1       | 3       | 3       | 2            | 2            | 0            | 0            | 3            | 1            | 0            | 0            | 0            | 0            | 0            | 0            | 4      | 3      | 0      | 1      | 6      | 4      | +2  |
| Türkiye Süper Kupası | -     | -       | -       | -       | -       | -       | -       | -            | -            | -            | -            | -            | -            | 1            | 1            | 0            | 0            | 5            | 0            | 1      | 1      | 0      | 0      | 5      | 0      | +5  |
| Europa League        | 6     | 4       | 3       | 0       | 1       | 12      | 4       | 5            | 1            | 1            | 3            | 5            | 10           | 1            | 0            | 0            | 1            | 1            | 3            | 10     | 4      | 1      | 5      | 18     | 19     | -1  |
| Totale               | -     | 23      | 15      | 2       | 6       | 48      | 27      | 26           | 9            | 12           | 7            | 34           | 25           | 2            | 1            | 0            | 1            | 6            | 3            | 51     | 25     | 12     | 14     | 88     | 59     | +32 |

### Andamento in campionato
| Giornata  | 1 | 2 | 3 | 4 | 5 | 6 | 7 | 8 | 9 | 10 | 11 | 12 | 13 | 14 | 15 | 16 | 17 | 18 | 19 | 20 | 21 | 22 | 23 | 24 | 25 | 26 | 27 | 28 | 29 | 30 | 31 | 32 | 33 | 34 | 35 | 36 | 37 | 38 |
| --------- | - | - | - | - | - | - | - | - | - | -- | -- | -- | -- | -- | -- | -- | -- | -- | -- | -- | -- | -- | -- | -- | -- | -- | -- | -- | -- | -- | -- | -- | -- | -- | -- | -- | -- | -- |
| Luogo     | T | C |   | C | T | C | T | T | C | T  | C  | T  | C  | T  | C  | T  | C  | T  | C  | C  | T  |    | T  | C  | T  | C  | C  | T  | C  | T  | C  | T  | C  | T  | C  | T  | C  | T  |
| Risultato | V | V |   | V | N | V | V | N | V | P  | P  | N  | P  | N  | V  | P  | N  | N  | V  | N  | N  |    | V  | V  | V  | V  | P  | P  | V  | N  | P  | N  | V  | V  | V  | N  | P  | V  |
| Posizione | 1 | 1 |   | 3 | 3 | 3 | 3 | 3 | 2 | 4  | 4  | 5  | 6  | 5  | 5  | 6  | 6  | 6  | 5  | 6  | 6  |    | 6  | 5  | 4  | 4  | 4  | 4  | 4  | 4  | 5  | 5  | 4  | 4  | 3  | 4  | 4  | 4  |

Legenda:

Luogo: C = Casa; T = Trasferta. Risultato: V = Vittoria; N = Pareggio; P = Sconfitta.

### Statistiche individuali
Sono in corsivo i calciatori che hanno lasciato la società a stagione in corso.
| Giocatore             | Süper Lig | Süper Lig | Süper Lig   | Süper Lig  | Türkiye Kupası | Türkiye Kupası | Türkiye Kupası | Türkiye Kupası | Süper Türkiye Kupası | Süper Türkiye Kupası | Süper Türkiye Kupası | Süper Türkiye Kupası | Europa League | Europa League | Europa League | Europa League | Totale   | Totale | Totale      | Totale     |
| Giocatore             | Presenze  | Reti      | Ammonizioni | Espulsioni | Presenze       | Reti           | Ammonizioni    | Espulsioni     | Presenze             | Reti                 | Ammonizioni          | Espulsioni           | Presenze      | Reti          | Ammonizioni   | Espulsioni    | Presenze | Reti   | Ammonizioni | Espulsioni |
| --------------------- | --------- | --------- | ----------- | ---------- | -------------- | -------------- | -------------- | -------------- | -------------------- | -------------------- | -------------------- | -------------------- | ------------- | ------------- | ------------- | ------------- | -------- | ------ | ----------- | ---------- |
| K. Arroyo             | 11        | 1         | 0           | 0          | 1              | 1              | 0              | 0              | 0                    | 0                    | 0                    | 0                    | 0             | 0             | 0             | 0             | 12       | 2      | 0           | 0          |
| F.K. Ay               | 2         | 0         | 0           | 0          | 2              | 0              | 1              | 0              | 0                    | 0                    | 0                    | 0                    | 0             | 0             | 0             | 0             | 4        | 0      | 1           | 0          |
| O. Bulut              | 17        | 0         | 0           | 0          | 2              | 0              | 0              | 0              | 1                    | 0                    | 0                    | 0                    | 5             | 0             | 0             | 0             | 25       | 0      | 0           | 0          |
| E. Destanoğlu         | 2         | -3        | 1           | 0          | 3              | -4             | 0              | 0              | 0                    | 0                    | 0                    | 0                    | 3             | -5            | 1             | 0             | 8        | -12    | 2           | 0          |
| G. Fernandes          | 34        | 6         | 4           | 1          | 4              | 0              | 0              | 0              | 1                    | 0                    | 1                    | 0                    | 9             | 5             | 2             | 0             | 48       | 11     | 7           | 1          |
| Gabriel Paulista      | 20        | 1         | 1           | 0          | 1              | 0              | 0              | 0              | 1                    | 0                    | 0                    | 0                    | 6             | 0             | 1             | 0             | 28       | 1      | 2           | 0          |
| M. Günok              | 34        | -33       | 3           | 0          | 1              | 0              | 0              | 0              | 1                    | 0                    | 0                    | 0                    | 7             | -14           | 0             | 0             | 43       | -47    | 3           | 0          |
| A. Hadžiahmetović     | 11        | 0         | 0           | 0          | 2              | 0              | 0              | 0              | 0                    | 0                    | 0                    | 0                    | 0             | 0             | 0             | 0             | 13       | 0      | 0           | 0          |
| M. Hekimoğlu          | 20        | 2         | 2           | 0          | 4              | 0              | 0              | 0              | 1                    | 1                    | 0                    | 0                    | 7             | 0             | 1             | 0             | 32       | 3      | 3           | 0          |
| C. Immobile           | 30        | 15        | 4           | 0          | 2              | 0              | 0              | 0              | 1                    | 2                    | 1                    | 0                    | 8             | 2             | 3             | 0             | 41       | 19     | 8           | 0          |
| João Mário            | 27        | 5         | 1           | 0          | 4              | 1              | 0              | 0              | 0                    | 0                    | 0                    | 0                    | 6             | 1             | 1             | 0             | 37       | 7      | 2           | 0          |
| A. Kılıç              | 1         | 0         | 0           | 0          | 1              | 0              | 0              | 0              | 0                    | 0                    | 0                    | 0                    | 0             | 0             | 0             | 0             | 2        | 0      | 0           | 0          |
| S. Kılıçsoy           | 32        | 3         | 3           | 1          | 4              | 0              | 0              | 0              | 1                    | 0                    | 1                    | 0                    | 9             | 1             | 3             | 0             | 46       | 4      | 7           | 1          |
| A. Masuaku            | 33        | 0         | 9           | 0          | 4              | 0              | 1              | 0              | 1                    | 0                    | 0                    | 0                    | 9             | 1             | 4             | 0             | 47       | 1      | 14          | 0          |
| A. Musrati            | 0         | 0         | 0           | 0          | 0              | 0              | 0              | 0              | 1                    | 0                    | 0                    | 0                    | 0             | 0             | 0             | 0             | 1        | 0      | 0           | 0          |
| E. Muçi               | 27        | 4         | 2           | 0          | 3              | 2              | 1              | 0              | 0                    | 0                    | 0                    | 0                    | 8             | 1             | 0             | 0             | 38       | 7      | 3           | 0          |
| A. Oxlade-Chamberlain | 18        | 1         | 1           | 0          | 2              | 0              | 0              | 0              | 0                    | 0                    | 0                    | 0                    | 0             | 0             | 0             | 0             | 20       | 1      | 1           | 0          |
| M. Rashica            | 28        | 3         | 2           | 0          | 4              | 0              | 0              | 0              | 1                    | 0                    | 0                    | 0                    | 8             | 2             | 2             | 0             | 41       | 5      | 4           | 0          |
| Rafa                  | 35        | 12        | 5           | 0          | 3              | 2              | 0              | 0              | 1                    | 1                    | 0                    | 0                    | 10            | 3             | 1             | 0             | 49       | 18     | 6           | 0          |
| T. Sanuç              | 15        | 0         | 1           | 2          | 2              | 0              | 1              | 1              | 0                    | 0                    | 0                    | 0                    | 2             | 0             | 0             | 0             | 19       | 0      | 2           | 3          |
| J. Svensson           | 31        | 0         | 7           | 0          | 4              | 0              | 0              | 0              | 1                    | 1                    | 0                    | 0                    | 10            | 0             | 1             | 0             | 46       | 1      | 8           | 0          |
| E. Terzi              | 4         | 0         | 1           | 0          | 0              | 0              | 0              | 0              | 0                    | 0                    | 0                    | 0                    | 0             | 0             | 0             | 0             | 4        | 0      | 1           | 0          |
| E. Topçu              | 28        | 1         | 7           | 0          | 3              | 0              | 0              | 0              | 0                    | 0                    | 0                    | 0                    | 8             | 0             | 3             | 0             | 39       | 1      | 10          | 0          |
| S. Uçan               | 17        | 0         | 1           | 0          | 2              | 0              | 1              | 0              | 1                    | 0                    | 0                    | 0                    | 8             | 1             | 1             | 0             | 28       | 1      | 3           | 0          |
| F. Uduokhai           | 26        | 0         | 3           | 0          | 3              | 0              | 0              | 0              | 0                    | 0                    | 0                    | 0                    | 7             | 0             | 1             | 0             | 36       | 0      | 4           | 0          |
| N. Uysal              | 3         | 0         | 0           | 0          | 0              | 0              | 0              | 0              | 0                    | 0                    | 0                    | 0                    | 0             | 0             | 0             | 0             | 3        | 0      | 0           | 0          |
| B. Zaynutdinov        | 9         | 0         | 0           | 0          | 1              | 0              | 0              | 0              | 0                    | 0                    | 0                    | 0                    | 2             | 0             | 0             | 0             | 12       | 0      | 0           | 0          |
| Al Musrati            | 16        | 1         | 3           | 0          | 0              | 0              | 0              | 0              | 0                    | 0                    | 0                    | 0                    | 8             | 1             | 0             | 0             | 24       | 2      | 3           | 0          |
| O. Colley             | 2         | 0         | 1           | 0          | 0              | 0              | 0              | 0              | 1                    | 0                    | 1                    | 0                    | 0             | 0             | 0             | 0             | 3        | 0      | 2           | 0          |
| C. Keles              | 3         | 0         | 0           | 0          | 0              | 0              | 0              | 0              | 0                    | 0                    | 0                    | 0                    | 3             | 0             | 0             | 0             | 6        | 0      | 0           | 0          |
| J. Muleka             | 1         | 0         | 0           | 0          | 0              | 0              | 0              | 0              | 0                    | 0                    | 0                    | 0                    | 0             | 0             | 0             | 0             | 1        | 0      | 0           | 0          |
| C. Ndour              | 12        | 1         | 0           | 0          | 1              | 0              | 0              | 0              | 0                    | 0                    | 0                    | 0                    | 9             | 0             | 3             | 0             | 22       | 1      | 3           | 0          |
| J. Onana              | 3         | 0         | 0           | 0          | 0              | 0              | 0              | 0              | 1                    | 0                    | 0                    | 0                    | 2             | 0             | 2             | 0             | 6        | 0      | 2           | 0          |